# Les Andelys
Les Andelys település Franciaországban, Eure megyében. Lakosainak száma 7822 fő (2022. január 1.). Les Andelys Bouafles, Cuverville, Guiseniers, Harquency, Hennezis, Vézillon, Les Trois Lacs és Frenelles-en-Vexin községekkel határos.

## Népesség
A település népességének változása:
| Lakosok száma | 7053 | 8124 | 8455 | 8318 | 8201 | 8141 | 8056 | 8070 | 8055 | 7822 |
|               | 1968 | 1982 | 1990 | 2006 | 2013 | 2015 | 2017 | 2019 | 2020 | 2022 |